# 스타드 드 룩셈부르크

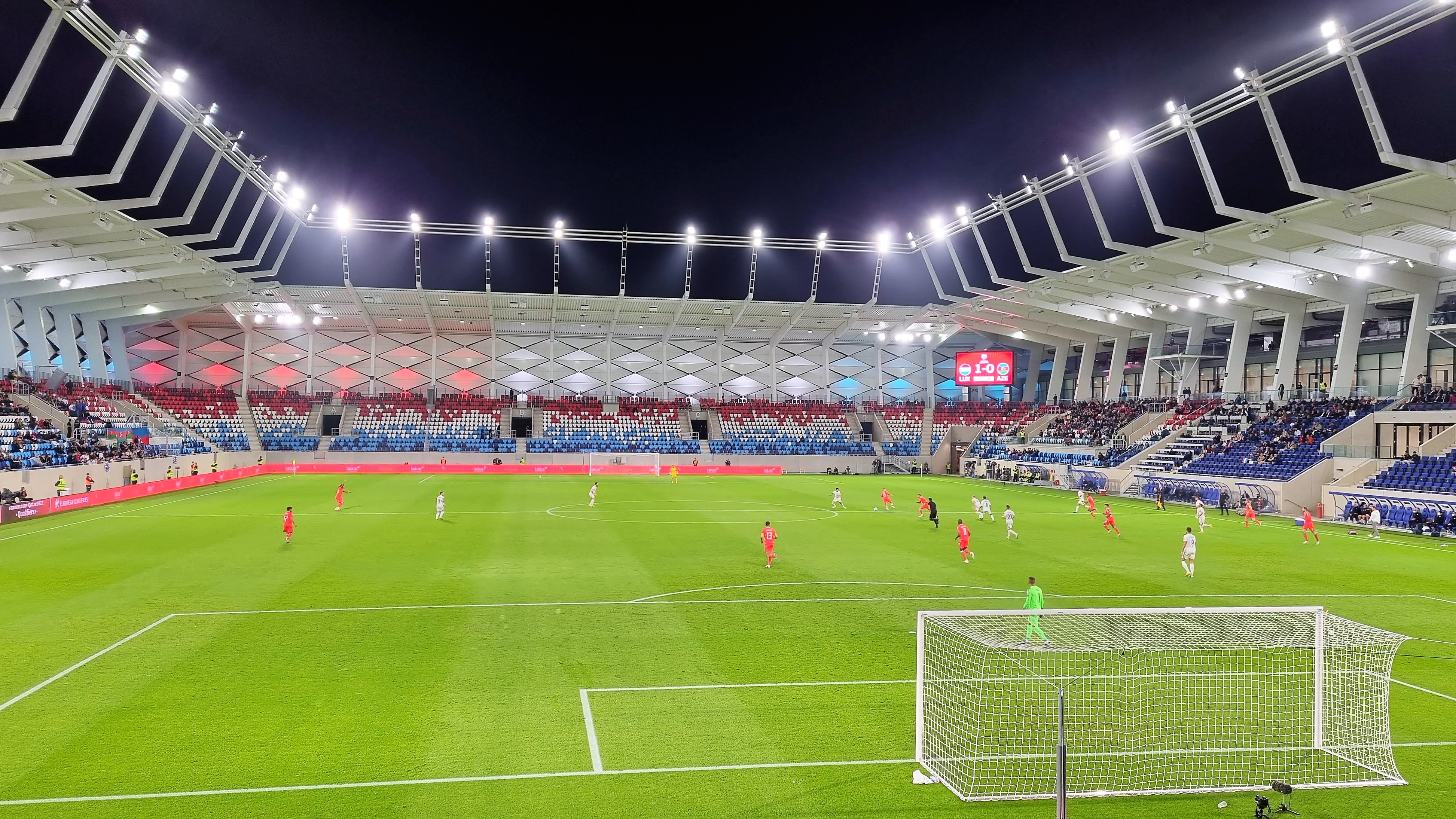
스타드 드 룩셈부르크

스타드 드 룩셈부르크(Stade de Luxembourg, Stade de Luxembourg)는 룩셈부르크 대공국의 국립경기장으로, 가스페리히(Gasperich)의 룩셈부르크시 지구에 위치해 있다. 이 경기장은 룩셈부르크 축구 국가대표팀과 럭비 팀의 홈구장이자 쿠페 드 룩셈부르크 결승전의 개최지이며, UEFA가 카테고리 4 경기장으로 지정하여 국제 경기를 개최할 수 있다. 경기장 건설은 2017년 9월부터 2021년 7월 사이에 진행되어 원래의 2019년 완공 목표 날짜를 놓쳤다. 2021년 9월 1일, 이 경기장은 2022년 FIFA 월드컵 예선의 일환으로 룩셈부르크와 아제르바이잔 남자 축구팀 간의 첫 국제 경기를 개최하며 공식 개장했다. 경기장 개장식은 그달 말인 9월 25일에 열렸다. 스타드 드 룩셈부르크는 철거 예정인 오래된 스타드 요지 바르텔 경기장을 대체한다.

## 같이 보기
- 룩셈부르크 축구 국가대표팀
- 스타드 요지 바르텔